# Hints Elek (orvos, 1861–1919)
Farkaslaki Idősebb Hints Elek (Marosvásárhely, 1861. április 10. – Marosvásárhely 1919. október 25.) orvos, kórházigazgató, ifjabb Hints Elek orvos, egyetemi tanár apja.
A marosvásárhelyi kórház történetében az alapító Szotyori József (1767–1833), a továbbfejlesztő Knöpfler Vilmos (1815–1882) mellett Hints Elek szerepe a legkiemelkedőbb. Élete nagy vágya volt az új, modern központi kórház alapítása és ennek áldozta tevékenysége jelentős részét.

## Életpályája
Az elemi és középiskoláit a Református Kollégiumban végezte. 1880–tól a kolozsvári egyetem orvosi karán, mint államdíjas orvostanhallgató folytatta tanulmányait, és 1885-ben avatták orvosdoktorrá. Ez idő alatt három ízben is pályadíjat nyert.
Tanársegéd lett a kolozsvári bonctani intézetben. 1888-ban sebész oklevelet is elnyerte Brand József professzornál. Később Bécsben, kora egyik kiválóságánál, Billroth professzornál képezte tovább magát sebészetben, majd Braun szülész professzornál képezte tovább magát. Bécsben szemész szakorvosi oklevelet is szerzett.
1894-ben tért haza szülővárosába, ahol másodorvosként működött, majd 1902-től kinevezték a kórház sebészeti és szemészeti főorvosává.
Tanulmányútjai során bejárta Ausztria, Svájc, Németország, Franciaország, Olaszország jelentősebb egyetemeit. Komoly nyelvtehetség volt: beszélt németül, angolul, franciául, románul, latinul, görögül.
Több ízben kapott meghívást tudományos előadások tartására Bonnba, Bázelbe, Párizsba. A magyar sebészetet 1909-ben a bázeli sebészeti kongresszuson Dollinger Gyula professzorral együtt képviselte, az ott tartott előadása nagy visszhangot keltett.
A Bolyai család rokonaként ő kezdeményezte 1903-ban Bolyai Farkas és János exhumálását és közös sírba való temetését. Elszánt híve volt az alkoholellenes mozgalomnak. Az ő meghívására jött Vásárhelyre August Forel (1848–1931) jeles svájci tudós, és tartott előadást 1910-ben az alkoholizmus ártalmairól.
1902-ben, amikor kinevezték a kórház sebészeti és szemészeti főorvosává, lehetőséget kapott, hogy régi álmát valóra váltsa. Világosan látta, hogy a régi kórház nem felel meg a kor követelményeinek. Kezdeményezte, hogy az állam egy új központi kórházat építsen, amely képes lesz a kórházi ápolást igénylő és helyhiány miatt elutasított betegek befogadására. Előbb helyettes, majd 1913-tól végleges kórházigazgató lett.
Sikerült megnyernie céljának a város és a vármegye vezetőségét, aminek következményeként Sándor János akkori belügyminiszter a városhoz intézett átiratában (1914. V. 1-én kelt 7343 / 1914 / VII /b) közölte: „A Marosvásárhelyi Állami Kórház elavult épületénél és berendezésénél fogva már régen nem képes eleget tenni azoknak a kívánalmaknak, melyeket a kor színvonalán álló ilyetén intézettől joggal meg lehet követelni, s miután már hivatali elődeim tervbe vették a régi kórház megszüntetését s az új állami kórháznak felépítését, elhatároztam, hogy az új kórház felépítésének tervét megvalósítom és annak felépítését sürgősen foganatosítom.”
Az átirat megérkezése után, 1914. május 7-én Dr. Bernády György elnöklete alatt Marosvásárhely város törvényhatóságának rendkívüli közgyűlése egyhangúlag elfogadta az új kórház építésének a tervét.
Az alapkő letételének ünnepét 1914 október első felére tűzték ki, és a szükséges építőanyag egy részét a helyszínre szállították, de az első világháború kitörése megakadályozta a kivitelezést.
Abban a reményben, hogy a háború befejeztével mégis csak lehetőség nyílik az új kórház megépítésére, újabb költségvetést készített. A háború utáni városvezetőség kevéssé bizonyult fogékonynak a terv valóra váltására. Reményeiben való csalódása nagyban hozzájárulhatott a egészségi állapota romlásához.

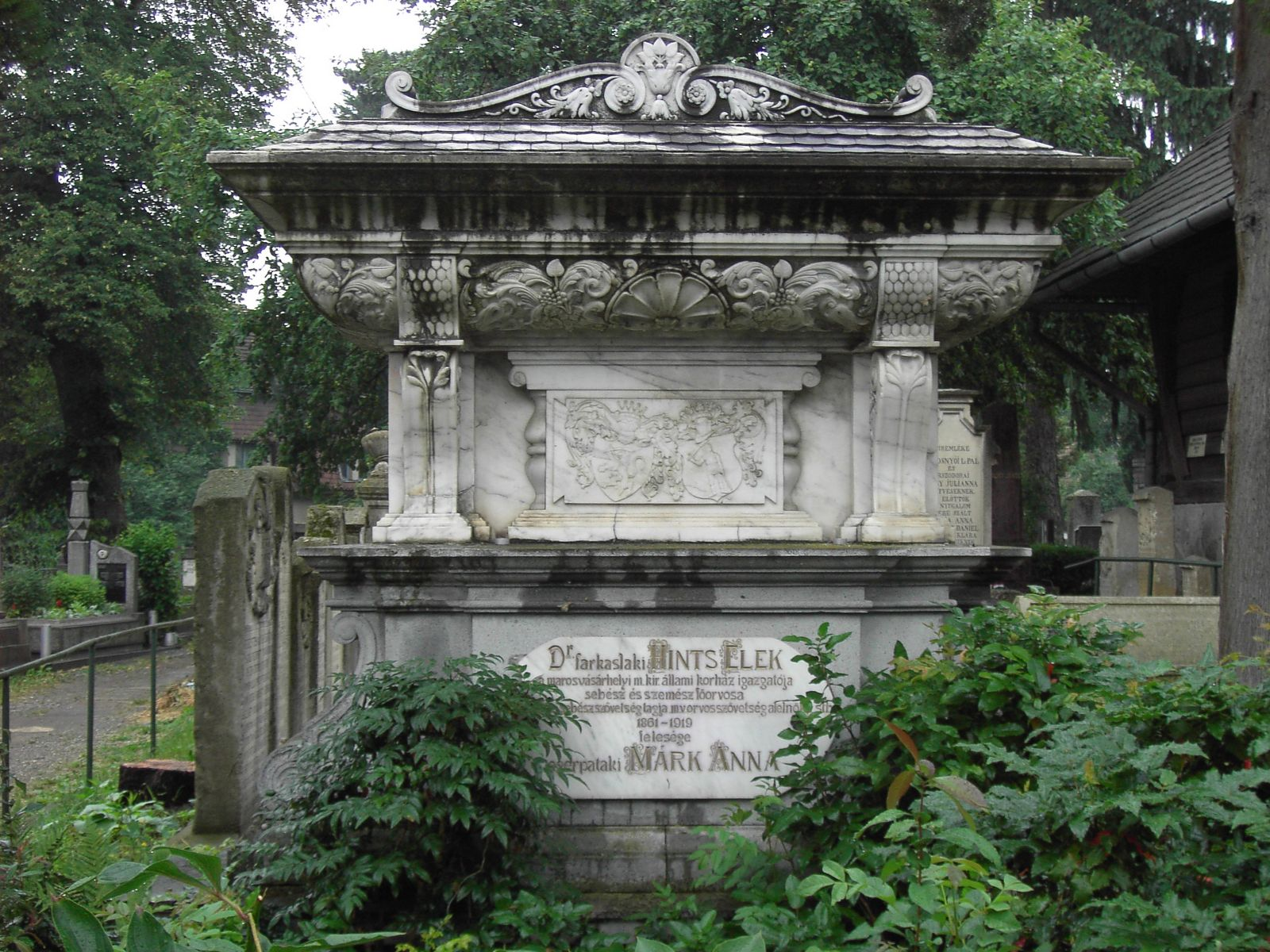
Hints Elek sírja Marosvásárhelyen, a református temetőben. GPS:.

Hints Elek 1919. október 25-én, 58 éves korában szívszélhűdés következtében meghalt. Elvesztése országszerte nagy részvétet keltett.
Dr. Marthy Ferenc polgármester, a marosvásárhelyi Városi Tanács 1919. október 28-ai ülésén kegyeletes szavakkal emlékezett meg a város nagy halottjáról: „Kórházunk volt nagynevű igazgatóját, a tudománynak és szorgalomnak kiválósága, Erdély egyik legkitűnőbb orvosa, a közügy fáradhatatlan bajnoka, váratlanul elhunyt. Évtizedeken át követésre méltó szép példáját szolgáltatta az igaz emberszeretetnek és humanizmusnak. Működése által hírnevet szerzett a karnak, melyhez tartozott, dicsőséget az intézetnek, melyet vezetett és maga iránt kiolthatatlan hálát és elismerést polgártársai részéről azáltal, hogy nagy tudását, fényes tulajdonságait és életének legjavát a város közösségének szentelte.”
Sírja a marosvásárhelyi református temető kőmúzeumában van.

## Publikációi
- Hints Elek operateur, állami kórházi főorvos: A végtagok endoneurális fájdalommentesitéséről – Klny a Magyar Sebésztársaság Budapesten tartott 1907. évi első nagygyűlésének munkálataiból
- Hints Elek: Az ízületek segítő szalagainak isolált szakadásáról a ligamentum genu collaterale fibulare szakadásának esete kapcsán – Budapest, Magyar Orvosi Könyvkiadó Társulat, 1900
- Alexius von Hints: Endoneurale Analgsierung der Extremitaten – Brüssel, Hayez, Drucker der Königl. Belgishen Academie, 1909
- Hints Elek: Visszapillantás a Marosvásárhelyi Kórház időnkénti elhelyezésére és növekedésére – Klny a Marosvásárhelyi M. Kir. Állami Kórház 1913-ik évben ápolt betegekről szóló kimutatásból
- Hints Elek: Scarlatina Chirurgica, Budapest, Hornyánszky Viktor csász. és kir. udvari könyvnyomdája, 1906
- Hints Elek. Ízületi segélyszalagok szakadása és azok viszonya a ficamokhoz – Budapest, kn, 1902